# Ane Marie Hansen
Ane Marie Hansen (født 20. januar 1852 i Knardrup, død 5. februar 1941 i København) var en dansk maler.
Hendes forældre var gårdejer Hans Larsen og Karen Pedersdatter. Hun drev selvstudier og studerede ved Vilhelm Kyhns tegneskole i 1872. Senere gik hun to vintre i Kunstnernes Studieskole under P.S. Krøyer. Ane Marie Hansen var især portrætmaler. Blandt hendes portrætmodeller var maleren og Vilhelm Kyhn-eleven Pauline Thomsen. Et tidligt tegnet portræt, Portræt af Thora Pétursdóttir fra årene 1873-1875, findes på Islands Nationalmuseum.
Ane Marie Hansen har endvidere malet genrestykker.
Hun var fra 1907 legator for Holga Reinhards Legat. Hun døde ugift og er begravet på Ganløse Kirkegård.

## Udstillinger
- Decemberudstillingen 1884
- Charlottenborg Forårsudstilling 1885, 1887, 1889-90, 1893-94, 1897-1900, 1903, 1909-10, 1912-13, 1915, 1918, 1923-24, 1927-38
- Kvindernes Udstilling 1895
- Charlottenborg Efterårsudstilling 1904
- Kvindelige Kunstneres retrospektive Udstilling, København 1920
- Kunstnerforeningen af 18. november 1921, 1923-24, 1926-27, 1930, 1932-35, 1942

## Værker
- Portræt af Thora Pétursdóttir, blyant på papir (1873-1875), Islands Nationalmuseum
- Kaffesladder (udst. 1885)
- Ved aften (udst. 1890)
- Portræt af Mette Marie Engelstoft (1890)
- Portræt af min moder (udst. 1893)
- En gammel kone der spinder (udst. 1897)
- Et søndagsbesøg (udst. 1899)
- Kaffen males (udst. 1903)
- Portræt af gehejmeetatsråd Sophus Hennings, Skullerupgård (1903)
- Portræt af datteren Louise Rosa Christence Hennings (1903)
- Selvportræt (udst. 1910)
- Interiør fra et bødkerværksted (udst. 1915)
- Hjem med mælken, tidlig morgen (udst. 1918)
- Gule roser (udst. 1923)
- Interiør med en kat og en høne (udst. 1928)
- Interiør fra en gammel stue (udst. 1930)
- Ung pige der syer (udst. 1934)
- Portræt af fru Højer (udst. 1937)